# Luís Vaz de Sousa
Luís Vaz de Sousa foi um Governador Civil de Faro entre 7 de Setembro de 1948 e 20 de Junho de 1951.